# Йоонас Кемппайнен
Йоонас Кемппайнен (фін. Joonas Kemppainen; 7 квітня 1988, м. Каяані, Фінляндія) — фінський хокеїст, центральний нападник. Виступає за «Бостон Брюїнс‎» у НХЛ.
Вихованець хокейної школи «Хоккі» (Каяані). Виступав за «Ессят» (Порі), «Юкуріт» (Міккелі), ГПК Гямеенлінна, «Кярпят» (Оулу).
В чемпіонатах Фінляндії — 464 матчі (62+98), у плей-оф — 65 матчів (13+60).
У складі національної збірної Фінляндії учасник чемпіонату світу 2015 (8 матчів, 3+6). У складі молодіжної збірної Фінляндії учасник чемпіонату світу 2008. У складі юніорської збірної Фінляндії учасник чемпіонатів світу 2005 і 2006.
Досягнення
- Чемпіон Фінляндії (2014, 2015), срібний призер (2010)
- Бронзовий призер юніорського чемпіонату світу (2006)